# Aderstedter Straße 5 (Bernburg)

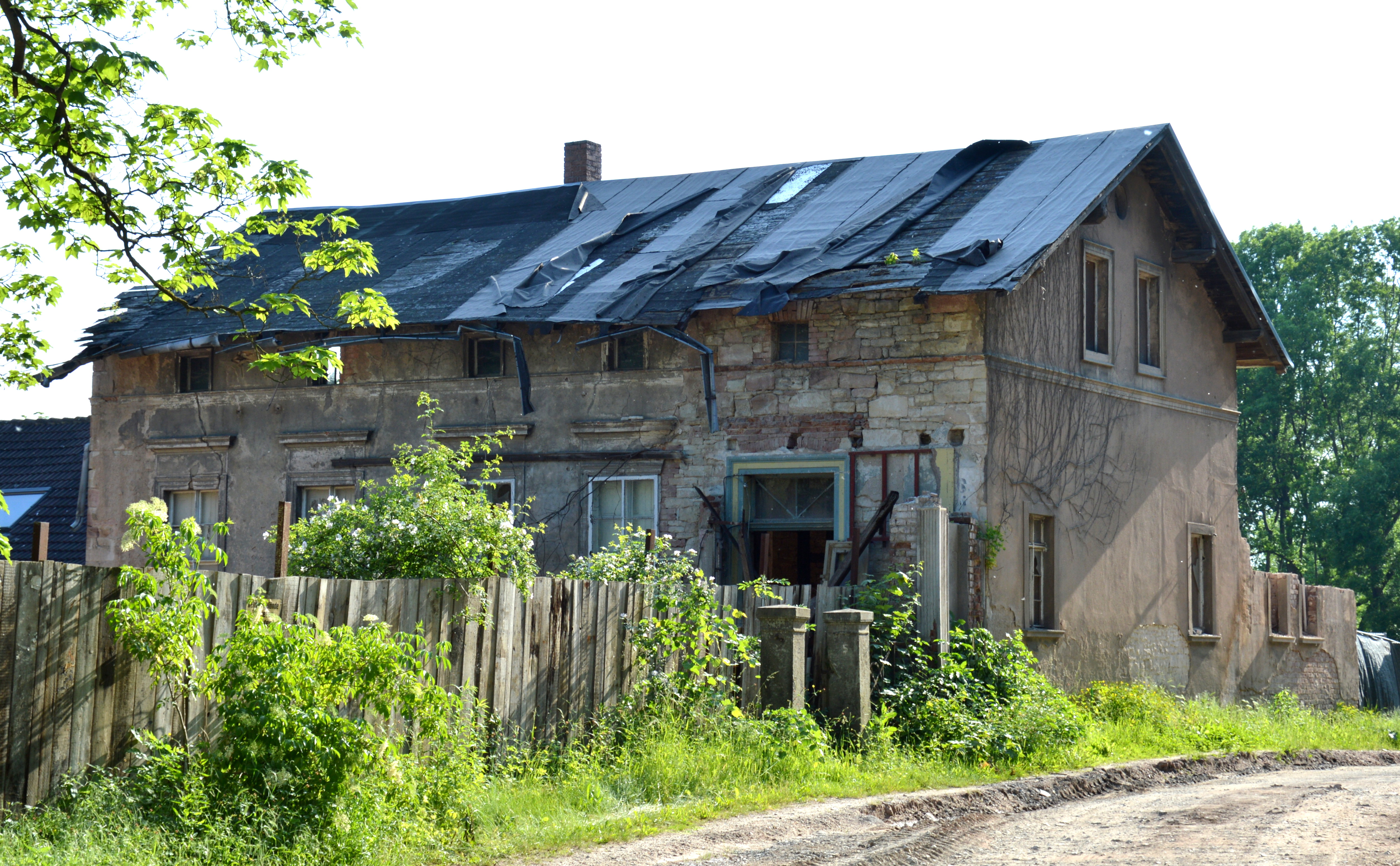
Aderstedter Straße 5, 2017, Blick von Nordosten

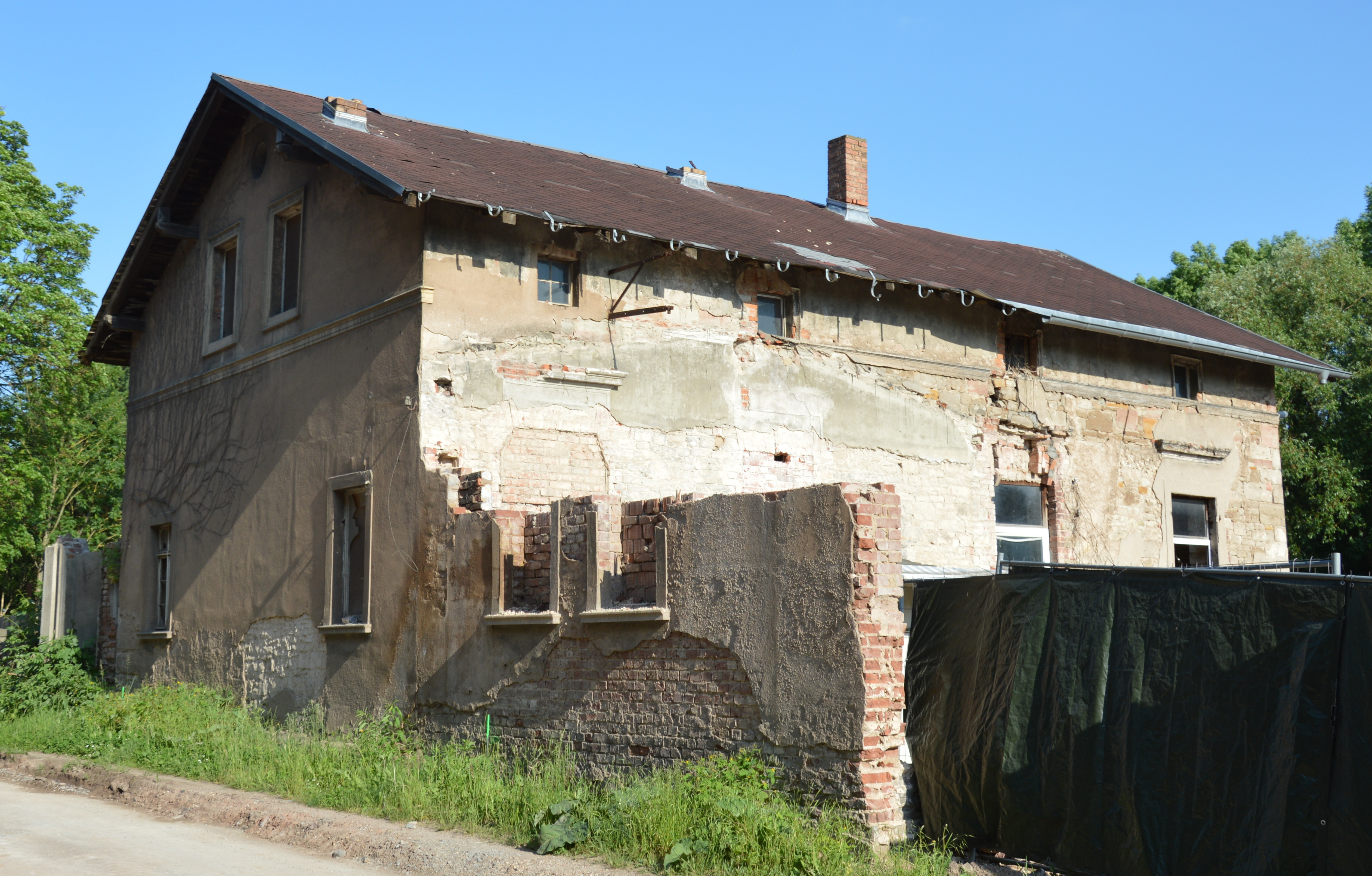
Blick von Nordwesten

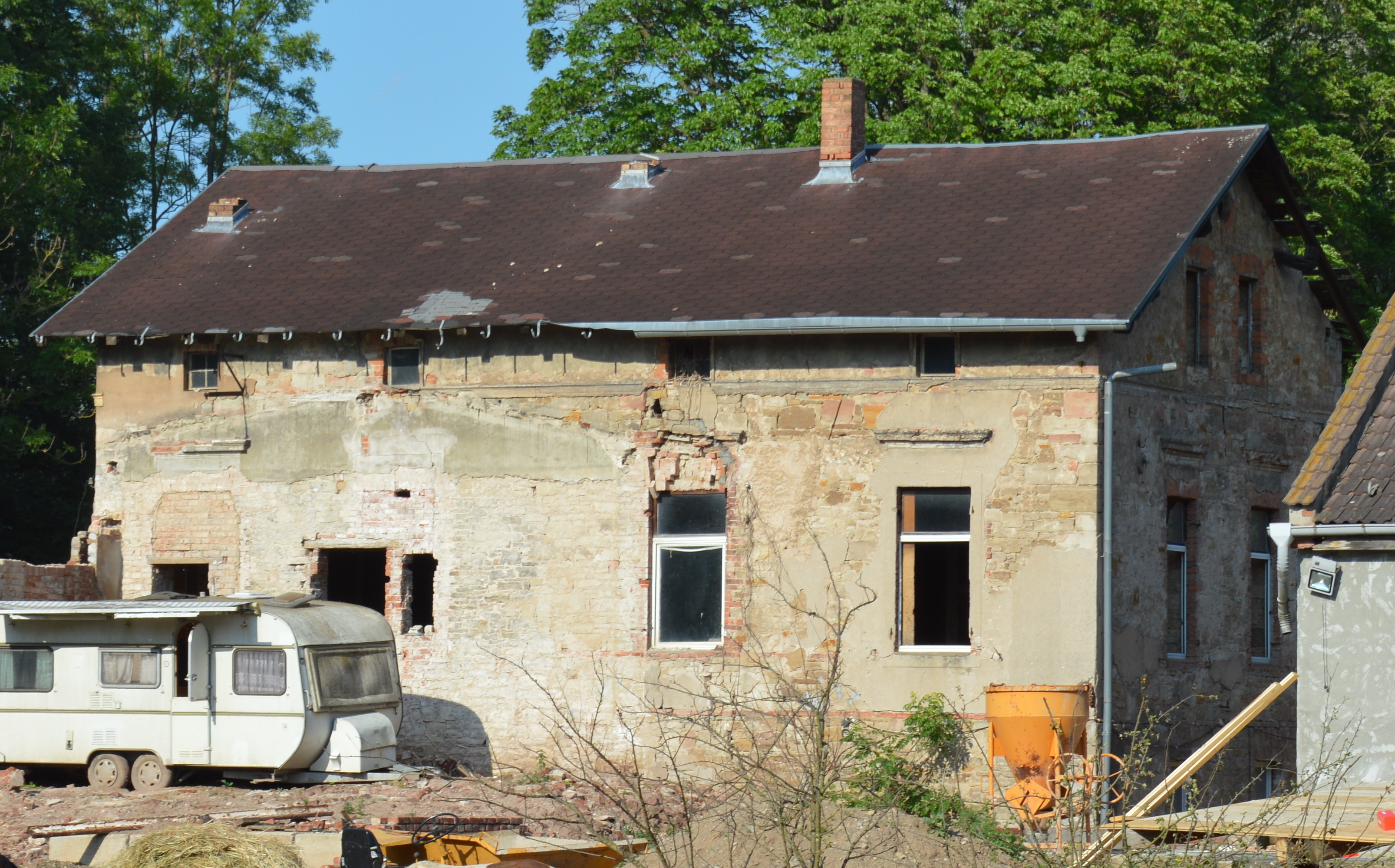
Blick von der Wipperbrücke

Das Gebäude Aderstedter Straße 5 war ein denkmalgeschütztes Wohnhaus in Bernburg in Sachsen-Anhalt.

## Lage
Es befand sich am westlichen Ende der Aderstedter Straße auf deren Südseite, unweit der Wipperbrücke über die etwas weiter südlich verlaufende Wipper.

## Architektur und Geschichte
Das Gebäude wurde in der Zeit um 1840/50 in Art eines Landhauses als Ziegelbau errichtet. Die Fassade war verputzt und mit einem aufwendig gestalteten Putzdekor versehen. Die ursprünglich an der Nordostseite bestehende Loggia war mit kannelierten Pilastern und korinthisch gestalteten Kapitellen versehen, war jedoch bereits 2017 nicht mehr erhalten. Bedeckt wurde der giebelständige Bau von einem Satteldach. Umgeben war das Haus von einem eingefriedeten Garten, wobei die historische Einfriedung in weiten Teilen schon nicht mehr vorhanden war. Im Garten stand ein mit einem Flachdach versehenes Gebäude, welches wahrscheinlich ursprünglich einmal als Gartensaal diente.
Das Gebäude stand länger leer und war dringend sanierungsbedürftig. Nach einem Abbruch wurde das Gebäude 2019 aus dem Denkmalverzeichnis ausgetragen.
Im Denkmalverzeichnis für die Stadt Bernburg war das Wohnhaus unter der Erfassungsnummer 094 97926 als Baudenkmal eingetragen.